# Hirekoppa, Gadag
Hirekoppa là một làng thuộc tehsil Gadag, huyện Gadag, bang Karnataka, Ấn Độ.